# Богдановка (Субботцевская сельская община)
Богда́новка (укр. Богда́нівка) — село в Субботцевской сельской общине Кропивницкого района Кировоградской области Украины.
До 2020 года входило в Знаменский район
Население по данным 2023 года составляло 4276 человек. Население по переписи 2001 года составляло 4524 человека. Почтовый индекс — 27433. Телефонный код — 5233. Занимает площадь 5,339 км². Код КОАТУУ — 3522280401.
Железнодорожная станция — Чернолесская.
В границах населённого пункта находится ГП «Знаменская ремонтная база» (62-й арсенал сухопутных войск Украины)

## Известные люди
В селе родились:
- Иван Ильич Гетман (1931—1981) — советский учёный в области стоматологии, педагог;
- Анна Николаевна Мазур (род. 1950) — советская волейболистка;
- Станислав Николаевич Николаенко (род. 1956) — украинский политический и государственный деятель.